# Ahmed Gaïd Salah
Pour les articles homonymes, voir Salah.
Ahmed Gaïd Salah (en arabe : أحمد قايد صالح, en berbère : ⴰⵃⵎⴷ ⵇⴰⵉⴷ ⵚⴰⵍⵃ), né le 13 janvier 1940 à Aïn Yagout dans l'actuelle wilaya de Batna et mort le 23 décembre 2019, est un officier général et homme d'État algérien.
De 2004 à son décès en 2019, il exerce la fonction de chef d'État-Major au sein de l'Armée nationale populaire. À partir de 2013, il est aussi vice-ministre de la Défense nationale.
Dans le cadre des manifestations de masse de 2019 contre le régime (« Hirak »), il pousse à la démission le président Abdelaziz Bouteflika, dont il était jusque-là un proche et dont il avait soutenu, dans un premier temps, le cinquième mandat. Il est par la suite appelé par les manifestants à quitter le pouvoir, dont il avait hérité de facto. Son exercice du pouvoir se caractérise par l'arrestation de centaines d'opposants et de purges à l'encontre de personnalités de haut rang du régime. Il rejette également le départ de l'exécutif, incarné par Abdelkader Bensalah et Noureddine Bedoui, restreint la circulation des manifestants et interdit le drapeau amazigh.
Il meurt quelques jours après l'investiture du nouveau président Abdelmadjid Tebboune, élu lors d’un scrutin contesté dont Gaïd Salah avait poussé à l’organisation.

## Biographie

### Formation
Ahmed Gaïd Salah est né le 13 janvier 1940 (ou cinq ans plus tôt, selon les sources) à Aïn Yagout, dans l'actuelle wilaya de Batna, en Algérie, dans les Aurès,. Il a six frères, dont Abdelmadjid (1935-2019), et une sœur.
Selon sa biographie officielle, il est maquisard à l'âge de 17 ans dans les rangs de la Wilaya I historique de l'ALN, et est diplômé de l'Académie militaire d'artillerie Vystrel (URSS).

### Carrière

#### Ascension
Le parcours militaire de Ahmed Gaïd Salah, comporte peu de faits d'armes : en tant que maquisard comme en tant que chef militaire (les régions sous son commandement militaire lors de la lutte contre le terrorisme islamiste sont des zones calmes). Il progresse cependant peu à peu dans la hiérarchie militaire et est considéré comme proche des troupes auxquelles il rend fréquemment visite,.
Il participe en 1968, selon sa biographie officielle, à la campagne du Moyen-Orient en Égypte contre Israël. En 1994, pendant la guerre civile, il est nommé commandant des Forces terrestres.

#### Présidence de Bouteflika
Bouteflika le maintient en 2003 dans ses fonctions de commandant alors qu'il allait être mis à la retraite par le général Lamari. Le 3 août 2004, il est nommé chef d'État-Major de l'armée. Sa nomination au poste de chef d'État-Major par le président Bouteflika vise à remplacer Mohamed Lamari qui possède une forte influence et n'est pas proche de Bouteflika,. En 2013, Gaïd Salah est nommé vice-ministre de la Défense, en remplacement d'Abdelmalek Guenaizia.
En accord avec la famille Bouteflika, il fait partie de ceux qui obtiennent en 2015 la mise à la retraite du dirigeant du puissant Département du renseignement et de la sécurité (DRS), Mohamed Mediène alias général Toufik,. De même, pour les journalistes Farid Alilat du Point et M. F. Gaïdi d'El Watan, Ahmed Gaïd Salah est à l'origine, en 2015, de la condamnation du général Hassan, un proche du général Toufik,. 
Plus largement, Gaïd Salah supervise la transformation de l'armée, qui était indépendante du pouvoir politique et arbitre du jeu politique, en une armée plus en retrait sur les questions politiques et sous le contrôle du pouvoir politique civil. D'après des révélations de WikiLeaks, il serait « peut-être l’officier le plus corrompu de l’appareil militaire ».
Le 6 décembre 2017, d'après les journalistes Christian Chesnot et Georges Malbrunot, le président français Emmanuel Macron, lors de sa visite à Alger, avant même son entrevue avec le président Bouteflika, chef suprême des forces armées, demande à rencontrer Gaïd Salah en tête à tête pour évoquer des sujets militaires. Cette demande est contraire au protocole puisque nominalement Bouteflika est le chef suprême de l'ANP mais Macron obtient toutefois satisfaction,

#### «Homme fort» de l’Algérie et Hirak
Présenté comme un proche de Saïd Bouteflika ou encore comme faisant preuve « d’une fidélité sans faille au président », il a soutenu la réélection d'Abdelaziz Bouteflika en 2014. Avec la maladie de Bouteflika, il devient l'acteur principal du régime et son représentant dans les médias. Il soutient dans un premier temps la candidature à un cinquième mandat du président sortant, avant d'adopter un discours conciliant, annonçant le soutien de l'armée au peuple algérien, dans le contexte de manifestations qui se déroulent en Algérie en 2019.
Son gendre Abdelghani Zaalane est ministre des Transports de mai 2017 à mars 2019. Pendant la crise liée à la candidature d'Abdelaziz Bouteflika en vue de l'élection présidentielle de 2019, Zaalane est nommé début mars directeur de campagne de Bouteflika,. Zaalane est placé le 5 août en détention provisoire pour une affaire de corruption.
Le 26 mars 2019, Gaïd Salah « suggère » au Conseil constitutionnel de déclarer l'empêchement de Bouteflika pour raison de santé à travers l'article 102 de la Constitution,. Cette déclaration est analysée comme une rupture nette entre les chefs de l'Armée nationale populaire et le « clan Bouteflika »,.
Le 27 mars, Saïd Bouteflika, Athmane Tartag, Mohamed Mediène et Louisa Hanoune se réunissent dans une résidence militaire pour mettre au point un plan qui amènerait au renvoi de Gaïd Salah et au maintien de Bouteflika en échange de la nomination d'un nouveau Premier ministre chargé de mettre en place la transition promise mi-mars. Après avoir hésité sur le nom du Premier ministre, Saïd Bouteflika et Mediène choisissent, lors d'une seconde réunion, l'ancien président de la République Liamine Zéroual, qui décline, après avoir accepté, invoquant des raisons de santé et le refus du plan par les manifestants.
Moins d'une semaine après la « suggestion » de Gaïd Salah, la présidence annonce le 1er avril la future démission de Abdelaziz Bouteflika. Ce dernier démissionne le lendemain, 2 avril. Quelques heures avant l'annonce officielle de la démission du président, Gaïd Salah avait demandé que soit « appliquée immédiatement » la procédure constitutionnelle permettant d'écarter le chef de l'État,. Il est dès lors l'homme fort du pays. Le 19 juin, il exhorte les manifestants à ne pas hisser le drapeau berbère, ajoutant que les forces de sécurité ont reçu des ordres visant à les en empêcher.
Le 30 juillet, Gaïd Salah, appelant à ne pas « perdre davantage de temps », rejette les mesures d'apaisement consenties par le chef de l'État par intérim, Abdelkader Bensalah, les qualifiant de « diktats » et d'« idées empoisonnées », de même que l'allégement du dispositif sécuritaire. Comme les fois précédentes, Gaïd Salah suggère que les appels à son départ, à celui de Bensalah et Bedoui, ainsi que la mise en place d'une assemblée constituante et le drapeau berbère sont des idées véhiculées par la « bande » déchue. Le 26 août, il s'en prend aux partisans d'une transition, et rejette l'idée de convoquer des législatives anticipées pour amender la Constitution. Le 2 septembre, il appelle à convoquer le corps électoral le 15 septembre. Il rejette une modification totale de la loi électorale et s’en prend aux opposants de sa proposition, en fustigeant la « conspiration de certains partis contre la patrie et le peuple », et dénonce la « critique et le dénigrement ». La semaine suivante, il affirme que le scrutin se déroulerait dans les « délais impartis » puis qualifie les opposants de « hordes ».
Le 15 septembre, comme le lui a demandé le chef de l'armée, Bensalah convoque le scrutin, fixant sa date au 12 décembre. Le 18 septembre, Gaïd Salah appelle à bloquer les entrées de la capitale aux autres provinces. Le 15 octobre, il accuse les manifestants d'être payés par de l'« argent sale » et menace de poursuites ceux qui tenteraient de perturber la tenue du scrutin ou d'inciter les votants à le boycotter. Il défend également le projet de loi controversé sur les hydrocarbures. Le 30 octobre, réitérant que le scrutin présidentiel aura lieu à la date prévue, il rejette toute libération des détenus.
À l'issue de l'investiture du nouveau président élu Abdelmadjid Tebboune, le 19 décembre, le nouveau chef de l’État lui décerne à titre exceptionnel la médaille de l'ordre du Mérite national au rang de « Sadr », « en signe de reconnaissance à ses efforts et de son rôle durant cette période sensible ayant permis de respecter la Constitution et préserver la sécurité des citoyens, du pays et des institutions de la République », selon les termes de Tebboune.

### Dénonciation de la corruption
En juin 2019, Ahmed Gaïd Salah dénonce le régime algérien qu'il qualifie de « gang » de « voleurs » ayant « pillé le pays ». Il considère que la crise économique en Algérie est consécutive des malversations. Par exemple des financements très importantes, sous forme de crédit, ont été accordés pour des projets « sans intérêt ». À partir de la démission d'Abdelaziz Bouteflika, plusieurs des proches de l'ancien président, responsables politiques et hommes d'affaires, sont visés par des enquêtes pour corruption. Gaïd Salah affirme que l'armée algérienne doit « accompagner la justice » et « la protéger » pour que ces enquêtes soient mennées à terme. C'est le cas pour les affaires de Saïd Bouteflika, des généraux Mohamed Mediène et Athmane Tartag, de deux anciens ministres Ahmed Ouyahia et Abdelmalek Sellal ou celui d'Ali Haddad ancien chef du patronat algérien,,. De même, Issad Rebrab est arrêté et condamné tout comme Rédha Kouninef et ses frères.

### Mort, réactions et funérailles
Ahmed Gaïd Salah meurt à son domicile le 23 décembre 2019 à 6 heures du matin, pendant son sommeil, des suites d'une crise cardiaque. Le décès est constaté à l’hôpital militaire d'Aïn Naadja, dans la banlieue d'Alger,,. En juillet 2019, il avait été victime d'un malaise lors d'une visite à Oran.
Un deuil national de trois jours est décrété, tandis que les forces armées sont en deuil pendant sept jours. Sa mort est accueillie dans l'indifférence à Alger, où la marche des étudiants s'est tenue comme prévu avec la participation de milliers de personnes. Néanmoins, un peu partout dans le pays des registres sont mis à la disposition des citoyens afin qu'ils puissent présenter leur condoléances,,.
Parmi les partis politiques, le Mouvement de la société pour la paix (MSP) fait part de sa « grande tristesse ». Azzedine Mihoubi, secrétaire général par intérim du Rassemblement national démocratique (RND) et candidat malheureux de l'élection présidentielle, fait également état de sa « tristesse ». Le Forum des chefs d'entreprises (FCE) affirme que « l’Algérie a perdu un homme d’une grande envergure, un homme qui a contribué à la libération de l’Algérie des griffes du colonialisme et a contribué à la phase de construction ». Les dirigeants de la Fédération algérienne de football (FAF) publient un communiqué dans lequel ils se disent « très peinés par cette perte cruelle ». À l'étranger, le président tunisien présente ses condoléances à l’Algérie, tout comme l'ambassadeur américain, tandis que les membres du Front Polisario font part de leur « grande tristesse ».
Plusieurs milliers de personnes participent à ses funérailles, qui sont similaires à celles organisées pour un chef d'État. Une marée humaine accompagne le cortège funèbre, rendant difficile l'accès au lieu de l'inhumation, un fait rare pour des funérailles officielles. Des bus sont affrétés pour l'occasion. Les participants voient notamment Ahmed Gaïd Salah comme un « martyr », détournant ainsi un slogan du Hirak qui le qualifiait de « traître ». D'autres participants scandent le slogan « Wlad frança à la poubelle », (les enfants de la France à la poubelle) détournant un slogan hostile aux généraux. Ahmed Gaïd Salah est ensuite enterré au carré des martyrs du cimetière d'El Alia.

### Analyses

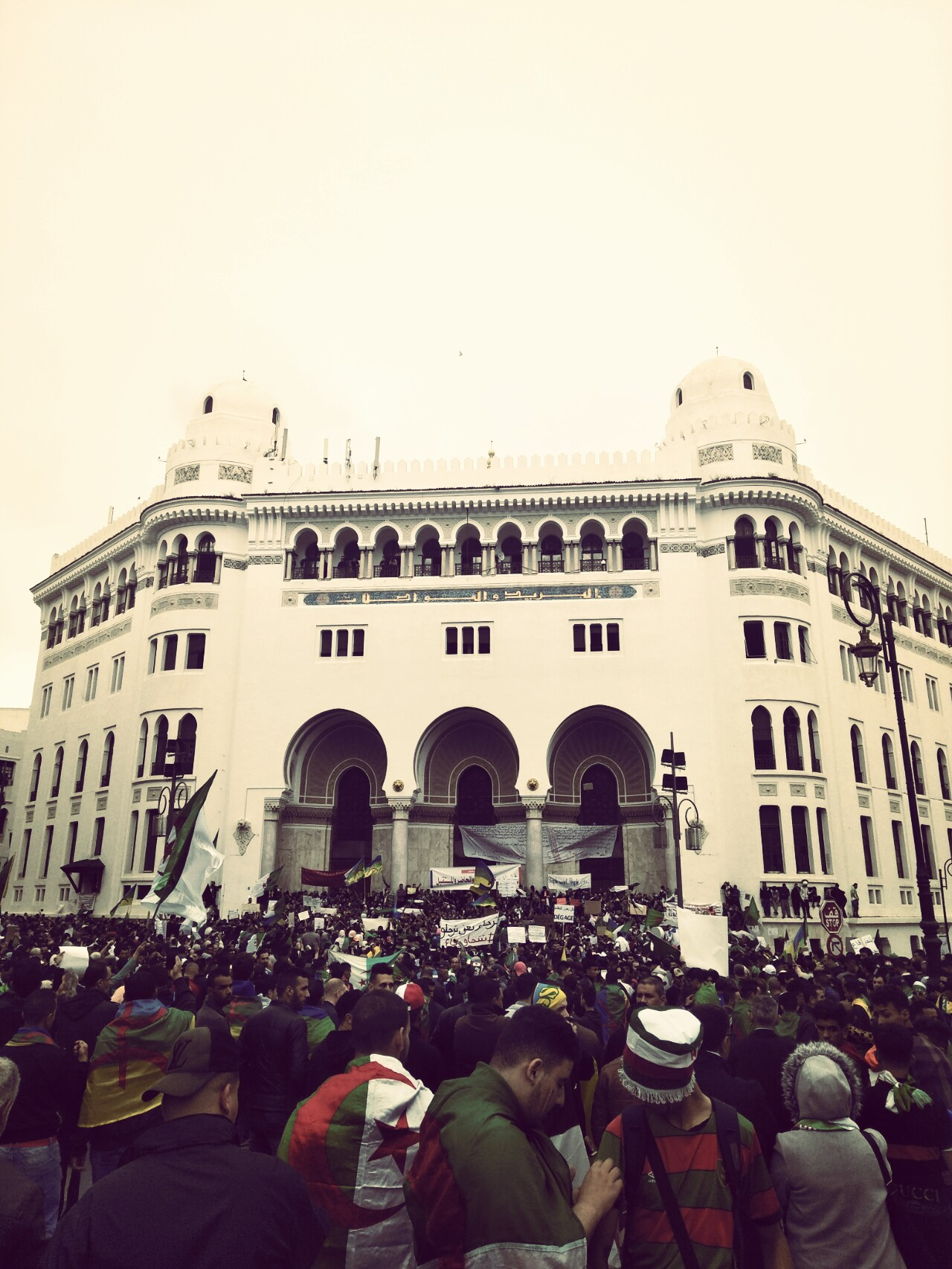
Manifestation le 19 avril à la Grande Poste d'Alger.

À sa mort, le politologue Ramdane Hamlat, colonel à la retraite,, affirme qu’Ahmed Gaïd Salah « avait eu l’opportunité, au début du Hirak, de se placer à la tête du pays à l’exemple de l’actuel chef de l’État égyptien mais [qu’]il avait refusé ». Hamlat rappelle qu’en réponse aux revendications du mouvement de contestation, le défunt a fait juger un millier de cadres impliqués dans des détournements de biens de l’État, parmi lesquels de hauts responsables politiques jusque-là considérés comme « intouchables ». Il affirme également que la stabilité de l'Algérie a de tout temps été sa « priorité » et que l'ingérence des puissances étrangères dans les affaires internes du pays était une « ligne rouge » pour lui. « Les tentatives de ces puissances pour déstabiliser l’armée algérienne datent de très loin, plus précisément dans le courant des années sombres de 90, mais elles n’ont jamais réussi », ajoute l'analyste politique.
Alors que les détracteurs d’Ahmed Gaïd Salah lui reprochent d'être complice de la corruption, qu'il aurait laissé faire, ses partisans estiment qu’il n'a pas agi dans une optique de « non-confrontation » avec le clan alors au pouvoir,.
Selon la journaliste Salima Tlemcani du journal El Watan, sans lui, ni le 3e mandat, ni le 4e et encore moins la candidature au 5e mandat de Bouteflika n’auraient été possibles. Pour le chercheur Francis Ghilès, Ahmed Gaïd Salah « a été complice de toutes les avanies du système Bouteflika ».

### Interdiction du drapeau berbère
En 2019, tout en étant accusé de « dérapage et de communication ambiguë. »,  dans le contexte du  mouvement du Hirak,  il interdit le drapeau amazigh durant les manifestations et les défilés de contestation.

### Accusations de corruption
Le journal El Watan révèle le 31 août 2020 plusieurs affaires de corruption touchant plusieurs membres de la famille de Gaïd Salah. L'une d'elles concerne son fils Boumediene. Celui-ci a acheté une minoterie à un prix symbolique en 2013 et ne l'a mise en activité qu'en 2016. Il a malgré tout reçu des milliers de tonnes de blé subventionné. Ces accusations sont cependant rapidement démenties par la famille de Gaïd Salah qui décide de porter plainte pour diffamation contre le journal,.

## Synthèse de son parcours
- 11 septembre 2013 – 23 décembre 2019 : vice-ministre de la Défense nationale
- 2006 : promu général de corps d'armée
- 3 août 2004 : nommé chef d'État-Major de l'Armée nationale populaire
- 1994 : nommé commandant des forces terrestres
- 1993 : promu général major
- Commandant de la 2e région militaire
- Commandant de la 3e région militaire
- Commandant adjoint de la 5e région militaire
- Commandant du secteur opérationnel sud de Tindouf en 3e région militaire
- Commandant de l'École de formation des officiers de réserve (Blida, première région militaire)
- Commandant du secteur opérationnel Centre (Bordj Lotfi, 3e région militaire)
- Commandant de brigade
- Commandant de groupe d'artillerie

## Décorations
- Collier (Sadr) de l'Ordre du Mérite national d'Algérie[73]
- Médaille du Courage (Algérie)
- Médaille de la Valeur militaire (Algérie)
- Médaille d'Honneur militaire (Algérie)
- Médaille de la Bravoure (Algérie)
- Médaille du service méritoire (Algérie)
- Médaille de l'ANP 3ème chevron (Algérie)
- Médaille du mérite militaire (Algérie)
- Médaille de participation aux guerres du Moyen-Orient 1967 et 1973 (Algérie)[9]
- Commandeur de l'Ordre de la République (Tunisie)